# 今昔物語集

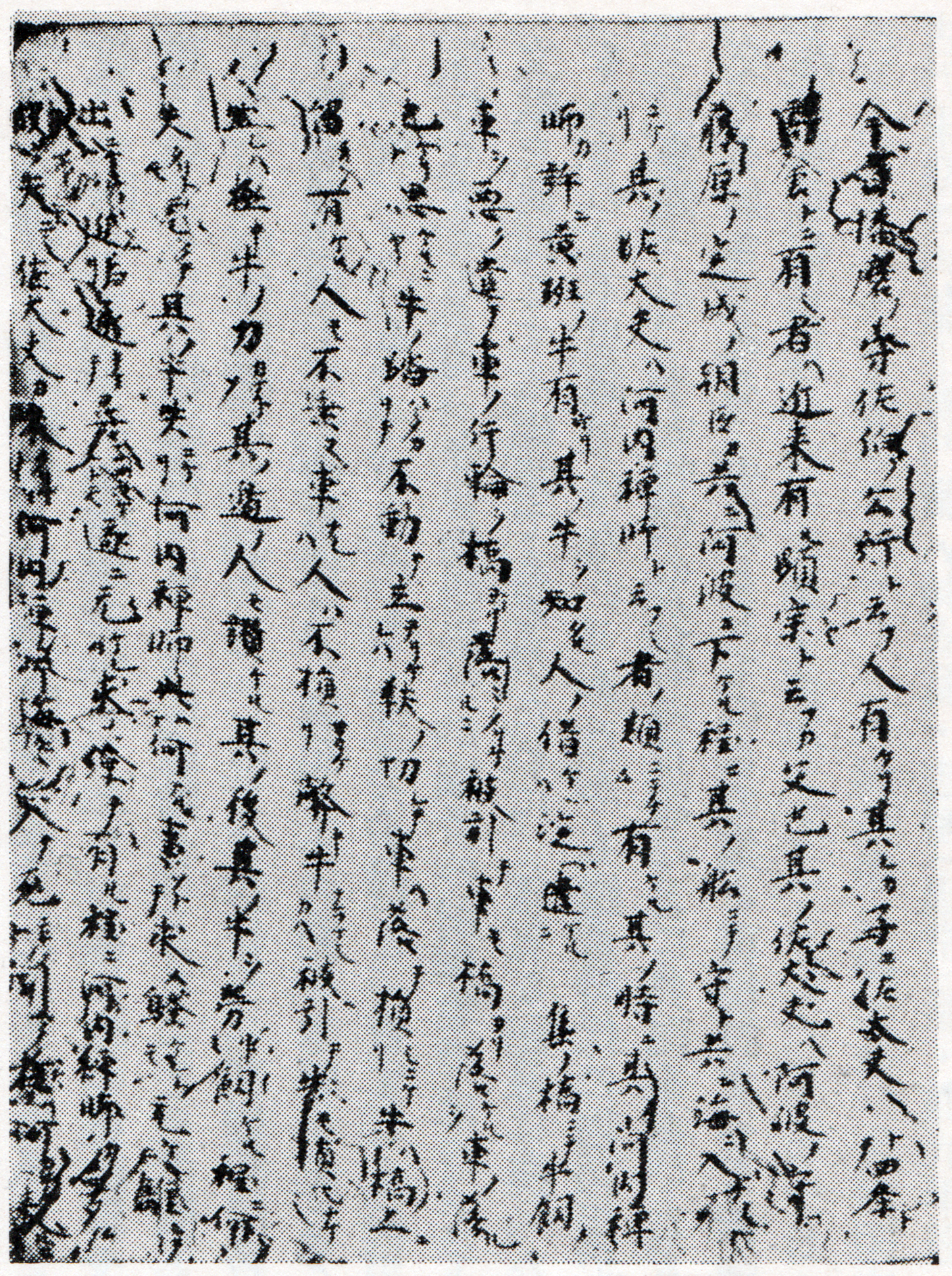
鈴鹿本（鎌倉中期写）

『今昔物語集』（こんじゃくものがたりしゅう）とは、平安時代末期に成立したと見られる説話集である。全31巻。ただし8巻・18巻・21巻は欠けている。
『今昔物語集』という名前は、各説話の全てが「今ハ昔」という書き出しから始まっている事に由来する便宜的な通称である。

## 成立
『今昔物語集』の成立年代と作者は現在も不明である。

### 年代
11世紀後半に起こった大規模な戦乱である前九年の役、後三年の役に関する説話を収録しようとした形跡が見られる事から、1120年代以降の成立であることが推測されている。一方、『今昔物語集』が他の資料で見られるようになるのは1449年のことである。
成立時期はこの1120年代～1449年の間ということになるが、保元の乱、平治の乱、治承・寿永の乱など、12世紀半ば以降の年代に生きた人ならば驚天動地の重大事だったはずの歴史的事件を背景とする説話がいっさい収録されていないことから、上限の1120年代からあまり遠くない白河法皇・鳥羽法皇による院政期に成立したものと見られている。成立とほぼ同時期の写本と考えられる鈴鹿家旧蔵本（鈴鹿本、国宝）の綴じ糸について放射性炭素年代測定を実施した結果も、最も古いもので1000年から1200年の年代を示しており、成立年代を裏付ける結果となっている。 

### 作者
作者についてはっきり誰が書いたものであるかは分かっていない。

### 諸本
現存する『今昔物語集』の写本は鈴鹿本の子孫である。鈴鹿本は1833年（天保4年）には「奈良人某」、1844年（天保15年）には鈴鹿連胤の所有であり、この時期に伴信友が調査して、諸本の祖本であることを指摘している。その後、鈴鹿家に伝えられ、1920年（大正9年）、鈴鹿三七の『異本今昔物語抄』という小冊子によって世に知られた。最終的に、1991年、子孫から京都大学付属図書館に寄贈され、1996年6月27日に国宝に指定された。

## 内容

### 構成
天竺（インド）、震旦（中国）、本朝（日本）の三部で構成される。各部では先ず因果応報譚などの仏教説話が紹介され、そのあとに諸々の物話が続く体裁をとっている。
いくつかの例外を除いて、それぞれの物語はいずれも「今昔」（「今は昔」＝「今となっては昔のことだが、」）という書き出しの句で始まり、「トナム語リ傳へタルトヤ」（「と、なむ語り伝えたるとや」＝「〜と、このように語り伝えられているのだという」）という結びの句で終わる。
その他の特徴としては、よく似た物話を二篇（ときには三篇）続けて紹介する「二話一類様式」があげられる。

### 原話
『今昔物語集』に採録されている説話は、『宇治拾遺物語』や『古本説話集』、『宇治大納言物語』などにも採録されており、互いによく似ている。共通する説話の数は『今昔物語集』と『宇治拾遺物語』間では81、『今昔物語集』と『古本説話集』の間では31、『宇治拾遺物語』と『古本説話集』の間では22にのぼる。大多数は互いによく似ており、中には一言一句一致する場合さえある。したがって、『宇治大納言物語』を除くこれらの3書がそれぞれに取材した資料が同じであったか、そう言ってもよいほど近い関係にあったことを示しているように思われる。しかし、これら3書が取材した資料は散逸した『宇治大納言物語』ではないかと誰もが考えるが、その証拠は何もない。『宇治大納言物語』の名は南北朝時代を境に急に見られなくなる。南北朝時代以降は文献にこの名が記されていても、実体は『宇治拾遺物語』や『小世継』であると推定できる。『宇治大納言物語』はおそらく南北朝の戦乱か応仁の乱のころに散逸してしまい、その書名だけが他の作品と混同されるようになったのであろう。『宇治大納言物語』がこの世から消え去った頃、奇しくも『今昔物語集』が文献の上に初めて姿を表してくる。『今昔物語集』と『宇治拾遺物語』と地方の伝承が類似している例もある。
本朝世俗部の話には典拠の明らかでない説話も多く含まれる。

### 文体
原文（鈴鹿本）は平易な漢字仮名交じり文（和漢混淆文）で書かれ、その文体はあまり修辞に凝らないものである。一方、擬態語の多用などにより、臨場感を備える。芥川龍之介は『今昔物語集鑑賞』で、「美しいなまなましさ」「野蛮に輝いている」と評している。
極力、どの地域の、何という人の話かということを明記する方針で書かれ、それらが明らかでない場合には意識的な空白を設け、他日の補充を期す形で文章が構成されている。例えば、典拠となった文献で「昔々、あるところにおじいさんとおばあさんがいました」という書き出しから始まる説話があり、その人名が具体的には伝わっていない場合であっても、その話を『今昔物語集』に収録する際には「今ハ昔、　　ノ国ニ　　トイフ人アリケリ」との形で記述され、後日それらの情報が明らかになった場合には直ちに加筆できる仕様になっている。このような編纂意図から発生した意識的な欠落部分が非常に多いのが、本説話集の大きな特徴である。

## 各巻の内容

### 天竺部
巻第一から巻第四までは仏教説話。巻第五は非仏教説話や釈迦の前世譚を含む。
- 巻第一 天竺（釈迦降誕と神話化された生涯）
- 巻第二 天竺（釈迦を説いた説法）
- 巻第三 天竺（釈迦の衆生教化と入滅）
- 巻第四 天竺付仏後（釈迦入滅後の仏弟子の活動）
- 巻第五 天竺付仏前（釈迦の本生譚・過去世に関わる説話）

### 震旦部
巻第六から巻第九までが仏教説話。
- 巻第六 震旦付仏法（中国への仏教渡来、流布史）
- 巻第七 震旦付仏法（大般若経、法華経の功徳、霊験譚）
- 巻第八 欠巻
- 巻第九 震旦付孝養（孝子譚）
- 巻第十 震旦付国史（中国の史書、小説に見られる奇異譚）

### 本朝（日本）仏法部
- 巻第十一 本朝付仏法（日本への仏教渡来、流布史）
- 巻第十二 本朝付仏法（法会の縁起と功徳）
- 巻第十三 本朝付仏法（法華経読誦の功徳）
- 巻第十四 本朝付仏法（法華経の霊験譚）
- 巻第十五 本朝付仏法（僧侶の往生譚）
- 巻第十六 本朝付仏法（観世音菩薩の霊験譚）
- 巻第十七 本朝付仏法（地蔵菩薩の霊験譚）
- 巻第十八 欠巻
- 巻第十九 本朝付仏法（俗人の出家往生、奇異譚）
- 巻第二十 本朝付仏法（天狗、冥界の往還、因果応報）

### 本朝世俗部
- 巻第二十一 欠巻
- 巻第二十二 本朝（藤原氏の列伝）
- 巻第二十三 本朝（強力譚）
- 巻第二十四 本朝付世俗（芸能譚）
- 巻第二十五 本朝付世俗（合戦、武勇譚）
- 巻第二十六 本朝付宿報（宿報譚）
- 巻第二十七 本朝付霊鬼（変化、怪異譚）
- 巻第二十八 本朝付世俗（滑稽譚）
- 巻第二十九 本朝付悪行（盗賊譚、動物譚）
- 巻第三十 本朝付雑事（歌物語、恋愛譚）
- 巻第三十一 本朝付雑事（奇異、怪異譚の追加拾遺）

## 影響・評価
『今昔物語集』に想を採った近代小説家は多い。中でも大正時代の芥川龍之介による『羅生門』と『鼻』は有名である。
『週刊朝日』に1978年から長期連載された「デキゴトロジー」は、「現代の『今昔物語』」を標榜していた。
河合隼雄によると、『今昔物語集』の内容は「昔は今」と読みかえたいほどで、ひとつひとつの物語が近代を超える知恵を含んでおり、その理由としては、当時の日本人の意識が外界と内界、自と他を区別しないまま、それによって把握された現実を忠実に書き止めている点にあるとしている。ポストモダンの問題意識は、それがデカルト的（心身二元論的）切断をいかに超越するかにあり、その点で『今昔物語』は真に有効な素材を提供するとしている。

## 現代の注釈書・テキスト

### 日本古典文学全集
小学館より、1971年から1976年にかけて刊行。巻11から31にかけての本朝仏法部、本朝世俗部をおさめる。
『今昔物語集 1』 巻11～14
巻11・13・14は実践女子大学蔵本（黒川家旧蔵）、巻12は鈴鹿本が底本。
『今昔物語集 2』 巻15～19（巻18欠）
巻15・16・19は実践女子大本、巻17は鈴鹿本が底本。
『今昔物語集 3』 巻20～26（巻21欠）
巻20・22・24は実践女子大本、巻23・25・26は東京大学国語研究室蔵本（紅梅文庫旧蔵）が底本。
『今昔物語集 4』 巻27～31
巻27・29は鈴鹿本、巻28・30・31は東大本が底本。

### 新日本古典文学大系
岩波書店、1993年から1999年にかけ刊行。2001年に索引が刊行。
- 岩波文庫で抄版『今昔物語集』がある（池上洵一編、天竺・震旦部/本朝部（上中下）、2001年）

『今昔物語集 1』岩波書店。ISBN 4-00-240033-6 C0391。  巻1～5
巻1・3・4は東大本、巻2・5は鈴鹿本が底本。
『今昔物語集 2』岩波書店。ISBN 4-00-240034-4 C0391。 巻6～10（巻8欠）
巻7・9・10は鈴鹿本、巻6は東大本が底本。
『今昔物語集 3』岩波書店。ISBN 4-00-240035-2 C0391。 巻11～16
巻11・13・14・15・16は東大本、巻12は鈴鹿本が底本。
『今昔物語集 4』岩波書店。ISBN 4-00-240036-0 C0391。 巻17～25（巻18・21欠）
巻17は鈴鹿本、巻19・22・25は東大本、巻20は実践女子大本、巻23は静嘉堂文庫本、巻24はカリフォルニア大学バークレー校東アジア図書館本（旧三井文庫本）が底本。
『今昔物語集 5』岩波書店。ISBN 4-00-240037-9 C0391。 巻26～31
巻26は東大本、巻27・29は鈴鹿本、巻28・30・31が蓬左文庫蔵本が底本。

### 新編日本古典文学全集
小学館より、1999年から2002年にかけて刊行。巻11から31にかけての本朝仏法部、本朝世俗部をおさめる。
『今昔物語集 1』 巻11～14
底本は日本古典文学全集と同じ。
『今昔物語集 2』 巻15～19（巻18欠）
底本は日本古典文学全集と同じ。
『今昔物語集 3』 巻20～26（巻21欠）
巻20・22・24・25・26は実践女子大本、巻23は東大本が底本。
『今昔物語集 4』 巻27～31
底本は日本古典文学全集と同じ。

### その他 現代語訳
- 『今昔物語集』全10巻、池上洵一・永積安明訳注（平凡社東洋文庫、1966-80年、ワイド版2008年）
- 『今昔物語集』全4巻、武石彰夫・国東文麿訳（旺文社文庫、1984-86年。講談社学術文庫、2016-20年）
- 『今昔物語集』大岡玲訳（光文社古典新訳文庫、2021年）

## 翻案
- 小説
  - 『羅生門』（芥川龍之介作、帝国文学会『帝国文学』、1915年） - 原典は、巻29第18話「羅城門登上層見死人盗人語 第十八」[11][12]
  - 『鼻』（芥川龍之介作、東京堂『新思潮』、1916年） - 原典は、巻28第20話「池尾禅珍内供鼻語 第二十」[13][14][15]
  - 『芋粥』（芥川龍之介作、春陽堂書店『新小説』、1916年） - 原典は、巻26第17話「利仁将軍若時従京敦賀将行五位語 第十七」[16][17]
  - 『藪の中』（芥川龍之介作、新潮社『新潮』、1922年） - 原典は、巻29第23話「具妻行丹波国男於大江山被縛語 第廿三」[18][19]。
- 映画
  - 『羅生門』（黒澤明監督、1950年） - 芥川龍之介作品の『藪の中』に、同じく芥川の『羅生門』を加味して脚本化したもの[20]。
  - 『新訳：今昔物語』（渡辺裕子・月川翔・大門未希生・加藤直輝監督、2007年） - 舞台を現代に置き換えた、4編からなるオムニバス作品[21][22]。